# Čurki
Čurki (in lingua russa Чурки) è un centro abitato dell'Oblast' autonoma ebraica, situato nel Leninskij rajon.